# Rhacholaemus hradskyi
Rhacholaemus hradskyi är en tvåvingeart som beskrevs av Jason Gilbert Hayden Londt 1999. Rhacholaemus hradskyi ingår i släktet Rhacholaemus och familjen rovflugor. Inga underarter finns listade i Catalogue of Life.